# Diogenes klaasi
Diogenes klaasi is een tienpotigensoort uit de familie van de Diogenidae. De wetenschappelijke naam van de soort is voor het eerst geldig gepubliceerd in 1995 door Rahayu & Forest.